# Sint-Annakapel (Brussel)
De Sint-Annakapel is een voormalige kapel te Brussel die was gelegen aan de Bergstraat.

## Geschiedenis
In 1519 werd de kapel gesticht bij testament door Jan van Zuene. Ze werd gefrequenteerd door de voerlui die aanwezig waren op het drukke kruispunt en in de omliggende herbergen. In 1527 namen de ververs haar over en nadien de bontwerkers. Na verloop van tijd werd de kapel te klein waardoor ze in 1655-61 werd herbouwd en vergroot in Brabantse barokstijl, vermoedelijk naar een ontwerp van Leo van Heil. De voorgevel dateert van dit jaar. Hij bevat een beeld van de Opvoeding van de heilige Maagd door de heilige Anna, een kopie naar een 17e-eeuws werk van Hiëronymus Duquesnoy de Jonge (origineel in de kathedraal). De eikenhouten makelaar tussen de poortvleugels is fraai gesculpteerd (origineel in het Museum van de Stad Brussel).
In 1695 werd de kapel op de voorgevel na verwoest tijdens het bombardement op Brussel. Bij de heropbouw kreeg ze een sacristie. Tijdens de Franse bezetting eind 18e eeuw werd ze enkele jaren gesloten.
Begin 20e eeuw werd de kapel onteigend, ten behoeve van de aanleg van de Noord-Zuidverbinding. Deze aanleg liet geruime tijd op zich wachten, waarop de kapel in afwachting werd gebruikt als bioscoop. In 1927 werd de kapel uiteindelijk gesloopt om plaats te ruimen voor de Kardinaal Mercierstraat, maar de voorgevel bleef bewaard.
In 1957 werd de Bergstraat verbreed. De voorgevel werd toen afgebroken om weer te worden herbouwd bij de Maria Magdalenakerk.
De huidige kapel, met de voorgevel van de voormalige Sint-Annakapel en mogelijk de eerste travee, staat dwars op het schip van de Magdalenakerk gebouwd.